# Antarctoscyphus fragilis
Antarctoscyphus fragilis is een hydroïdpoliep uit de familie Sertulariidae. De poliep komt uit het geslacht Antarctoscyphus. Antarctoscyphus fragilis werd in 1999 voor het eerst wetenschappelijk beschreven door Peña Cantero, Svoboda & Vervoort. 